# آلبوم‌های کلاسیک: پینک فلوید – پشت صحنه نیمه تاریک ماه
آلبوم‌های کلاسیک: پینک فلوید – پشت صحنه نیمه تاریک ماه (به انگلیسی: Classic Albums: Pink Floyd – The Making of The Dark Side of the Moon) نام یک مستند ساخته‌شده-برای-ویدئو، دربارهٔ نحوهٔ ساختن آلبوم نیمه تاریک ماه از گروه موسیقی پینک فلوید است که توسط "Isis Productions/Eagle Rock Entertainment" منتشر شد. دی‌وی‌دی شامل مصاحبه‌های از گروه و آلن پارسونز (مهندس صوت آلبوم نیمه تاریک ماه) و دیگر مشارکت‌کنندگان در ساخت آلبوم می‌باشد.

## برخی ویژگی‌های برگزیده
- اجرای تک نوازی‌شده به صورت آکوستیک از دو آهنگ اختلال ذهنی و پول توسط راجر واترز
- اجرای آکوستیک آهنگ نفس بکش توسط دیوید گیلمور
- دموی اصلی از ضبط دو آهنگ زمان و پول
- مصاحبه‌هایی با گروه پینک فلوید